# Dicranum scoparium
Espèce
Dicranum scoparium, le Dicrane en balai, est une espèce de mousses de la famille des Dicranaceae fréquemment rencontrée dans les sous-bois. Elle pousse en Europe, Asie, Amérique du Nord, Nouvelle-Zélande et Australie.

## Description
Cette mousse forme des touffes à tiges dressées, de 3 à 10 cm de haut. Sa couleur dépend de l'intensité de l'éclairement, de l'humidité et de la nature du substrat : vert foncé dans les ombrages humides des sous-bois, elle sera jaune dans les milieux secs et calcaires.  
Les feuilles étroites, courbées toutes du même côté et effilées à la pointe, mesurent de 5 à 8 mm.

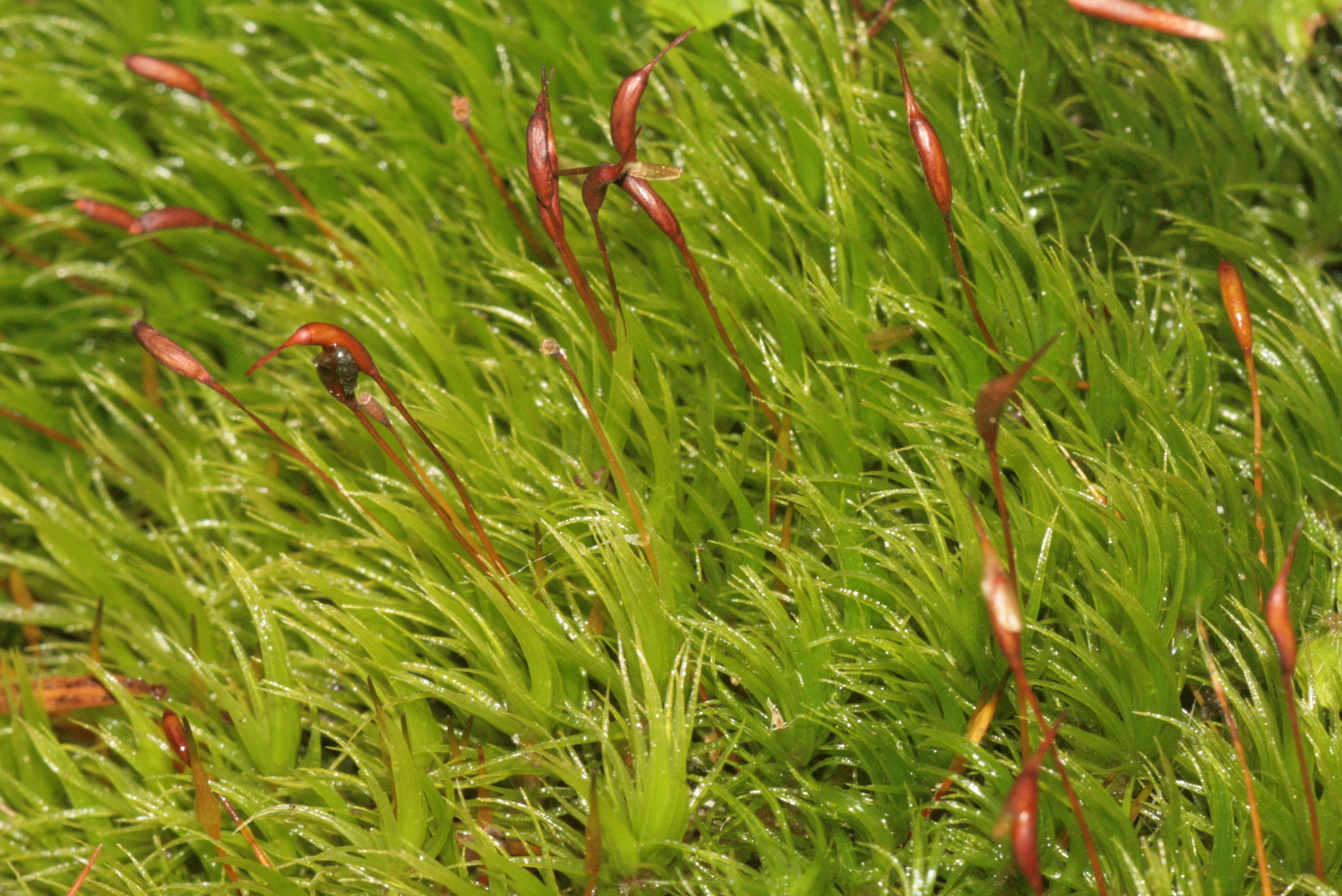
Surface d'une touffe et des capsules
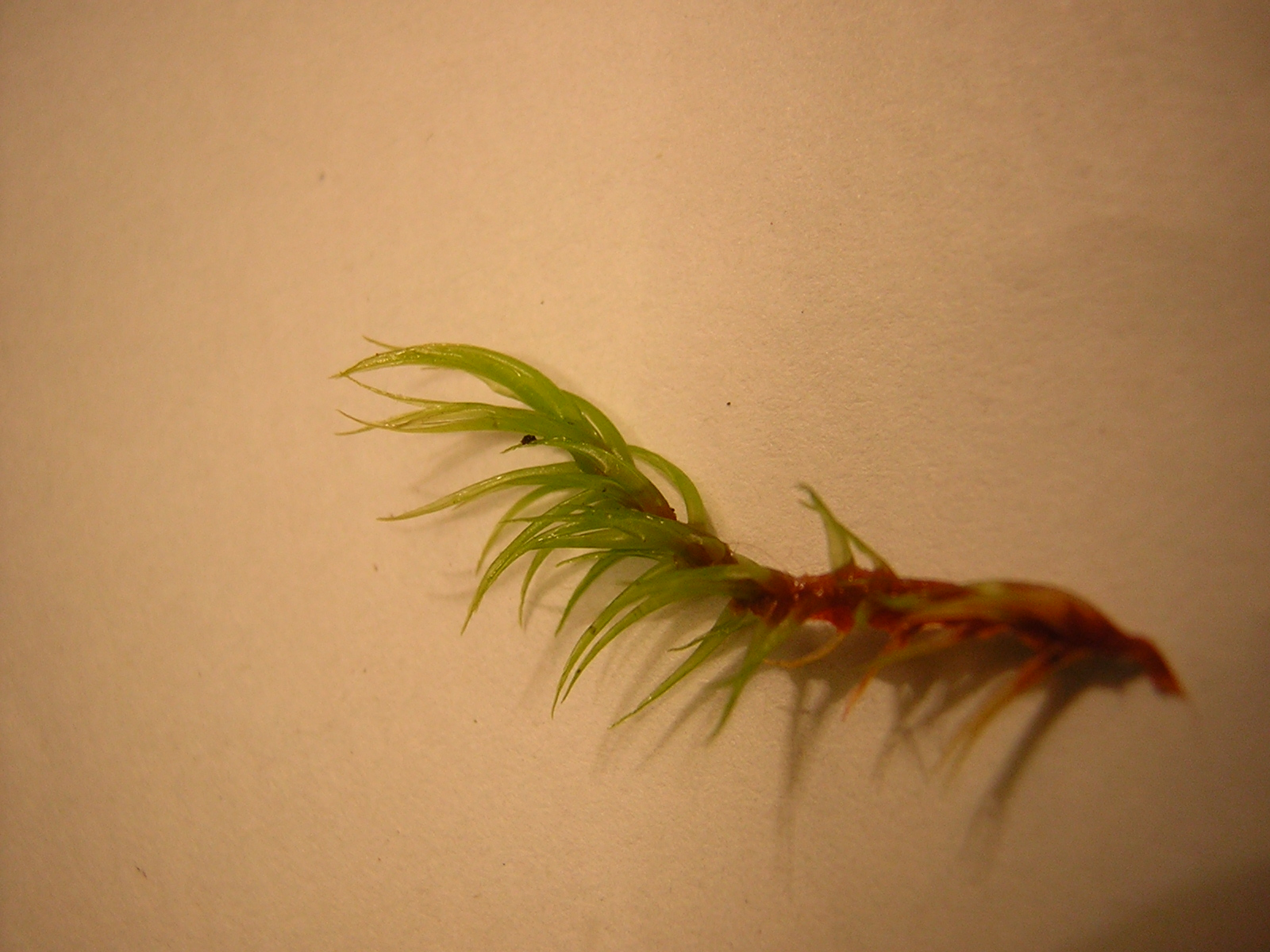
Rameau feuillé isolé

## Habitat
Cette mousse est indifférente à la quantité de lumière bien qu'elle préfère les sous-bois. Elle est aussi indifférente à la nature du substrat : elle pousse aussi bien sur des rochers que sur des sols sédimentaires sableux ou limoneux, ou encore sur du bois pourrissant. Elle exige cependant au moins une petite couche d'humus.

## Liste des non-classés
Selon NCBI (25 janv. 2013) :
- non-classé Dicranum scoparium var. orthophyllum